# Antoniu Roca Vives
Antoniu Roca Vives (nascut el 5 de setembre de 2002) és un futbolista professional català que juga d'extrem al RCD Espanyol. És internacional amb la selecció catalana.

## Carrera professional
Nascut a Martorell, Catalunya, Roca es va incorporar a La Masia del FC Barcelona el 2012, després de representar el CF Badalona, la UDA Gramenet i l'AE Martorell. Va deixar el primer el 2016 i va jugar per l'UFB Jàbac Terrassa i el CF Damm abans de passar al RCD Espanyol el 2019.
Roca va debutar amb el sènior amb el filial el 17 de gener de 2021, entrant com a substitut de Gori en un empat a 0 fora de casa a Segona Divisió B contra l'AE Prat. Va marcar el seu primer gol com a sènior el 18 de desembre, aconseguint el gol de la victòria en un triomf per 1-0 a casa contra la SD Huesca B a la Segona Divisió RFEF.
El 15 de març de 2022, Roca va renovar el seu contracte amb els Pericos fins al 2024. Va fer el seu debut amb el primer equip el 8 de setembre de 2023, substituint Pere Milla al final del partit de Segona Divisió per 4-1 contra el Llevant UE.
Roca va debutar a la Lliga el 19 d'agost de 2024, substituint Alejo Véliz en una derrota per 1-0 a casa davant el Reial Valladolid.

## Internacional
El 28 de maig de 2025 va disputar amb la selecció catalana el partit contra Costa Rica, en què va debutar amb la selecció i a més va marcar un dels dos gols de la victòria per 2 a 0 a l'Estadi Johan Cruyff.